# 프랫 & 휘트니 캐나다
프랫 & 휘트니 캐나다(Pratt & Whitney Canada, PWC, P&WC)는 캐나다에 본사를 둔 항공기 엔진 제조업체이다. PWC의 본사는 몬트리올 외곽의 퀘벡주 롱괴유에 있다. 이는 RTX 코퍼레이션의 사업 단위인 미국 기반의 대규모 프랫 & 휘트니(P&W)의 사업부이다. 유나이티드 테크놀로지스는 PWC에 소형 및 중형 항공기 엔진에 대한 전 세계적인 권한을 부여했으며 P&W의 미국 사업장은 더 큰 엔진을 개발 및 제조했다.
PWC는 P&W의 계열사이지만 자체 연구, 개발, 마케팅은 물론 엔진 제조도 담당한다. 이 회사는 현재 전 세계적으로 약 10,000명의 직원을 보유하고 있으며 그 중 6,000명이 캐나다에 있다.